# Poranek kojota
Poranek kojota – polski film komediowy w reżyserii Olafa Lubaszenki, wyprodukowany w 2001 roku.
Film, mimo iż przedstawia zupełnie inną historię niż poprzedni film w reżyserii Olafa Lubaszenki pt. Chłopaki nie płaczą, utrzymany jest w podobnym tonie i nakręcony z udziałem wielu aktorów występujących w poprzedniej produkcji.
Polska premiera filmu: 24 sierpnia 2001 roku. Film w wersji zremasterowanej emitowany w telewizji na kanałach: Kino Polska, Stopklatka TV.

## Fabuła
Dwie siostry – Noemi i Dominika – stanowią już na pierwszy rzut oka zupełne przeciwieństwo. Noemi jest słynną piosenkarką, zaś Dominika – zamkniętą w sobie introwertyczką, daleką od kanonów piękna. Na przyjęcie organizowane przez matkę i ojczyma obu sióstr zastępczo w roli kelnera przybywa autor komiksów, Kuba (Maciej Stuhr). Przypadkiem poznaje Noemi i zakochuje się z wzajemnością, choć nie zdaje sobie sprawy, z jak sławną osobą przyszło mu się spotkać. Tymczasem, producent filmowy Brylant (Michał Milowicz) jest winien miejscowemu mafioso, Dzikiemu (Janusz Józefowicz), znaczną sumę pieniędzy, które zamierzał zdobyć biorąc ślub ze słynną piosenkarką. Przyłapany na zdradzie, musi spróbować zdobyć pieniądze poprzez ślub z Dominiką. Kubie również nie wszystko idzie po jego myśli: oprócz wrogości Brylanta, także ojczym Noemi – prezes dużej firmy, Stefan (Tadeusz Huk), bohater niestroniący od nieczystych chwytów – nie zamierza łatwo przystać na związek pasierbicy z rysownikiem komiksów.

## Obsada
- Maciej Stuhr – Kuba Akser
- Karolina Rosińska – Noemi
  - Anna Sochacka – Noemi (głos)
- Michał Milowicz – Brylant
- Tadeusz Huk – Stefan
- Magdalena Kumorek – Dominika
- Tomasz Dedek – Mały
- Roman Bugaj – Szczęka
- Janusz Józefowicz – Dziki
- Edward Linde-Lubaszenko – Krzysztof Jarzyna ze Szczecina
- Tomasz Bajer – Siwy
- Andrzej Nejman – Witek
- Patrycja Durska – Kaśka, przyjaciółka Noemi
- Małgorzata Sadowska – Wspólna, kolejna narzeczona Brylanta
- Stefan Friedmann – reżyser kina akcji
- Leon Niemczyk – senator Stanisław Polak
- Dariusz Kordek – Mariano Italiano
- Sławomir Sulej – ochroniarz Małpa
- Tomasz Sapryk – ochroniarz Marek
- Kuba Sienkiewicz – doktor Lubicz
- Agnieszka Włodarczyk – pielęgniarka
- Sławomir Pacek – uczestnik castingu
- Krzysztof Krupiński – kelner zamieniający złote klamki
- Tomasz Iwan – mężczyzna w barze „U Zdzicha”
- Marek Nowakowski – alfons
- Michał Coganianu – alfons
- Grzegorz Skrzecz – kucharz
- Jerzy Kolasa – kucharz
- Jarosław Jakimowicz – Max
- Magdalena Mazur – blondyna Maxa
- Artur Gloeh – Majordomus
- Dorota Gorjainow – Dolores
- Aleksandra Kisielewska – matka Noemi i Dominiki
- Filip Zylber – psychoanalityk
- Magdalena Czartoryjska – dziennikarka
- Ryszard Adamus – DJ
- Sławomir Małyszko – kamerzysta
- Grzegorz Kowalczyk – organizator koncertów Noemi
- Katarzyna Bujakiewicz – blondyna przy barze
- Dariusz Biskupski – „Łysy”
- Katarzyna Bargiełowska – Esmeralda (w oglądanym horrorze)

## Informacje dodatkowe
- Epizod w filmie (scena w barze „U Zdzicha”) zagrał piłkarz Tomasz Iwan.
- Epizody zagrali także działacze Polskiego Związku Piłki Nożnej: Michał Listkiewicz, Andrzej Strejlau, Henryk Apostel i Zdzisław Kręcina.
- Okres zdjęciowy trwał od 12 września do 19 października 2000 roku.
- Film kręcono w Warszawie, Otwocku oraz w Łubcu w Puszczy Kampinoskiej.